# 格拉斯科 (紐約州)
格拉斯科（英語：Glasco）是位於美國紐約州阿爾斯特縣的普查規定居民點。

## 人口
根據2020年美國人口普查的數據，格拉斯科的面積為5.92平方千米，當中陸地面積為4.19平方千米，而水域面積為1.73平方千米。當地共有人口2013人，而人口密度為每平方千米340.03人。